# غلين هوريوتشى
غلين هوريوتشى (بالإنجليزية: Glenn Horiuchi)‏ هو عازف بيانو وملحن أمريكي، ولد في 27 فبراير 1955، وتوفي في 3 يونيو 2000.